# فویسول چودوری
فویسول حسین چودوری (بنگالی: ফয়ছল হোসেন চৌধূরী ; متولد ۵ ژانویه ۱۹۶۹) یک تاجر بریتانیایی متولد بنگلادش و یک سیاستمدار حزب کارگر اسکاتلندی است. او از می ۲۰۲۱ عضو پارلمان اسکاتلند (MSP) برای منطقه لوتیان بوده و دارای نشان امپراتوری بریتانیا است.
چودوری رئیس شورای برابری منطقه ای ادینبورگ و لوتیان است. او یکی از مدیران مؤسس و نایب رئیس ادینبورگ ملا است. او همچنین رئیس سامیتی ادینبورگ بنگلادش است.